# Splatter
Il cinema splatter, noto anche come gore, è un sotto-genere cinematografico del cinema horror. È basato sugli effetti speciali, che descrivono lo schizzare del sangue (to splat, in inglese) o la lacerazione dei corpi umani, con eventuale conseguente fuoriuscita di interiora. Spesso dal realismo si è passati all'esagerazione, allo scopo di disgustare o anche di far ridere gli spettatori.

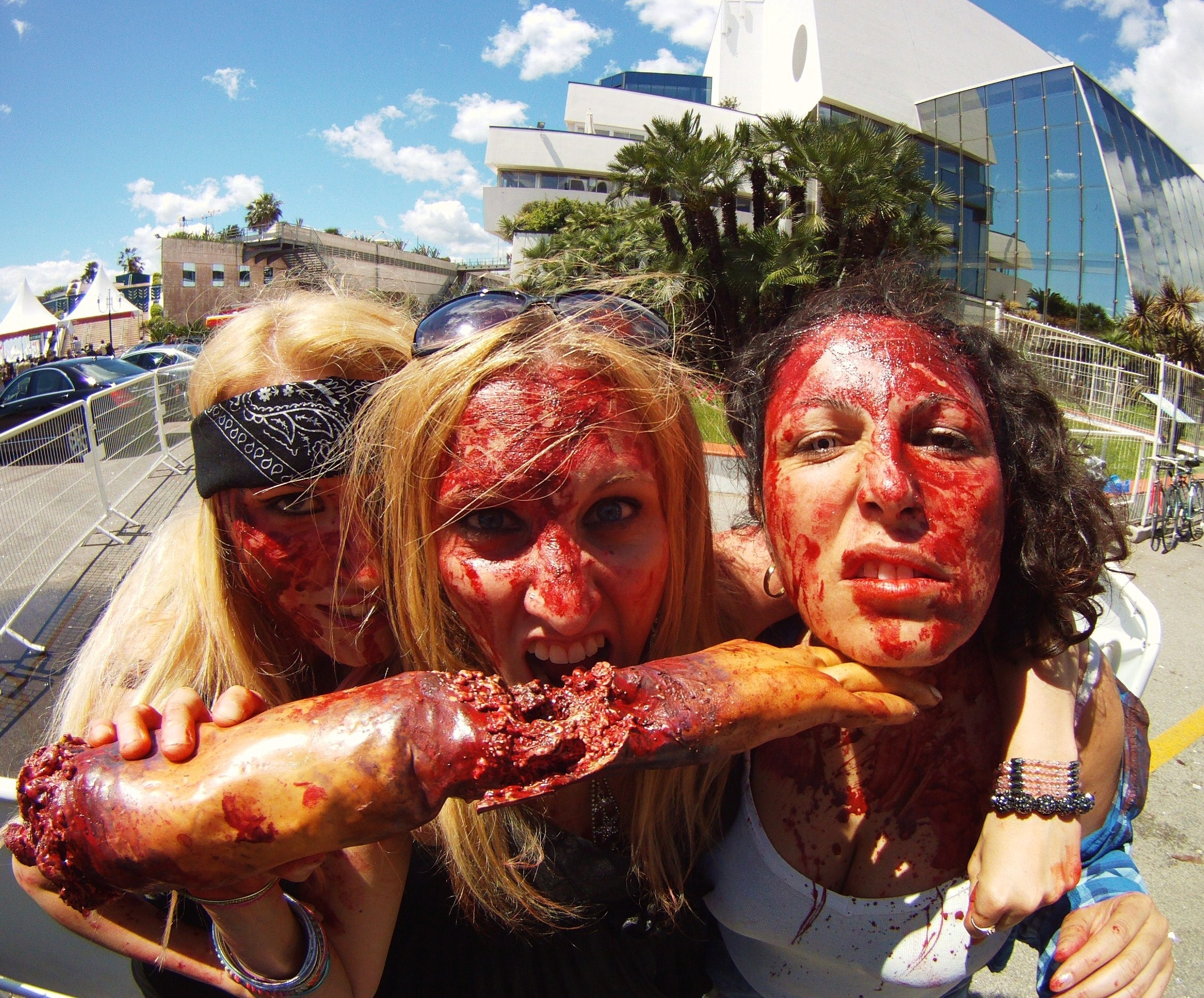
Persone travestite da zombie

Nato essenzialmente nell'ambito dell'exploitation, come fenomeno per attirare il pubblico curioso, nelle mani di alcuni talentuosi registi il cinema splatter si è trasformato in una "forma artistica" peculiare, che ha mostrato la debolezza del corpo umano soprattutto in un momento storico, gli anni ottanta, in cui la perfezione fisica e l'edonismo erano considerati simboli di scalata sociale.
Il termine "cinema splatter" è stato coniato per la prima volta dal regista statunitense George Romero, per descrivere il suo film Zombi, diretto nel 1978.

## Storia

### Ispirazioni
Il cinema splatter trae ispirazione dalle tavole anatomiche rinascimentali, che mischiavano realismo e fantasia, dalle illustrazioni di torture dei martirologi del Cinquecento, ma, soprattutto, dal teatro parigino Grand Guignol, specializzato, dal 1897 al 1963, in spettacoli macabri, violenti ed esagerati. Il Grand Guignol metteva in scena i delitti più efferati, mischiandoli con il grottesco. Va poi nominato lo scrittore francese Gaston Leroux, il quale, in alcuni suoi racconti di inizio Novecento - ad esempio, Il mistero dei quattro mariti - descrisse atti estremamente brutali. Inoltre, alcuni registi del cinema splatter sono stati influenzati dai fumetti violenti pubblicati negli anni cinquanta dalla EC Comics.

### Le origini
La prima apparizione dello splatter nel cinema si può far risalire a Intolerance, diretto da David Wark Griffith nel 1916, che presenta numerose sequenze violente, quali decapitazioni e altre scene di violenza grafica, come una lancia che si conficca nel ventre di un soldato, accompagnata da abbondanti schizzi di sangue.
Uno dei primi esempi di film splatter è considerato Blood Feast, del 1963, diretto da Herschell Gordon Lewis. Il film narra la storia di un uomo che uccide belle ragazze e ne conserva pezzi del corpo per resuscitare una dea. Girato in nove giorni, con un budget di circa trentamila dollari, il film riscosse un enorme successo, scioccando il pubblico dell'epoca, non abituato a certe scene estreme quali un cuore estratto dal petto, arti smembrati e una lingua strappata, e divenne negli anni un cult movie. Lewis in seguito si specializzò nel genere splatter, dirigendo film come Two Thousand Maniacs!, A Taste of Blood, The Gore Gore Girls e Blood Feast 2.
Il film che però fece conoscere definitivamente lo splatter fu La notte dei morti viventi, diretto da Romero nel 1968: il cinema splatter odierno nasceva, così, in America.

### Anni settanta
Negli anni settanta il cinema horror statunitense scoprì definitivamente lo splatter, grazie a una serie di registi come George Romero, Wes Craven e Tobe Hooper. Lo splatter venne inserito in dosi massicce in questi film, come reazione alle violenze della guerra del Vietnam e come conseguenza del grande periodo di ribellione e cambiamento in atto nella società statunitense di quegli anni. I film di questi registi, conosciuti anche con il termine New Horror, rientrano anche nel cosiddetto periodo della New Hollywood, attraversato dal cinema statunitense dal 1967 al 1979.
Film come La notte dei morti viventi, L'ultima casa a sinistra, Non aprite quella porta, Zombi e Le colline hanno gli occhi presentano molte scene splatter, atte non solo a disgustare il pubblico (come facevano i film di Lewis), ma anche a farlo ragionare e riflettere sulla violenza presente nella società reale.

### Anni ottanta
Il cinema splatter esplose definitivamente negli anni ottanta, grazie a film diretti da registi quali Sam Raimi (La casa e La casa 2), Peter Jackson, (Fuori di testa), Brian Yuzna (Society - The Horror), David Cronenberg (Scanners e La mosca) e Lloyd Kaufman (fondatore della celebre casa di produzione indipendente Troma e autore, con l'amico Michael Herz, di film splatter come Il vendicatore tossico e i tre sequel, Tromeo and Juliet e Terror Firmer).
Lo splatter degli anni ottanta è fortemente contaminato con il cosiddetto body horror, ossia un cinema che narra delle deformità fisiche del corpo umano, e segna l'avvento definitivo, totalizzante e provocatorio dello splatter come principale sottogenere dell'horror. I film splatter degli anni ottanta sono anche contaminati con il grottesco e con l'iperrealismo: la dissezione dei corpi viene mostrata in dettaglio, accompagnata da un'ilarità provocatoria e repellente.

### Anni novanta
Negli anni novanta il cinema splatter perse il suo fascino provocatorio, superato dal nuovo horror ironico inaugurato nel 1996 da Scream, diretto da Wes Craven. Nel 1992 Peter Jackson diresse Splatters - Gli schizzacervelli, considerato l'unico film splatter estremo degli anni novanta insieme a Re-Animator 2 di Brian Yuzna.

### Anni duemila: iltorture porn
Negli anni duemila il cinema splatter è ritornato prepotentemente di moda, soprattutto dopo gli attentati dell'11 settembre 2001 e la scoperta delle torture inflitte dai soldati statunitensi ai prigionieri di Abu Ghraib e Guantánamo. Questa nuova stagione del cinema splatter è stata definita dal critico cinematografico del New York Magazine David Edelstein come "torture porn", evidente riferimento alla pornografia presente in questi film, non ovviamente per quanto riguarda le scene di sesso, ma per il fatto che i "torture porn" mostrano ogni atto di tortura senza stacchi e censure, proprio come un film porno fa nei confronti del sesso.
Il film che inaugura il "torture porn" è considerato Saw - L'enigmista, diretto nel 2004 da James Wan, mentre il film che ha portato il genere alla ribalta è considerato Hostel, diretto da Eli Roth nel 2005. I film inseriti in questo genere sono, oltre ai due precedentemente citati, Saw II - La soluzione dell'enigma, Saw III - L'enigma senza fine, Saw IV, Saw V, Saw VI, Saw 3D - Il capitolo finale, Hostel: Part II, La casa dei 1000 corpi, La casa del diavolo, Wolf Creek, Le colline hanno gli occhi e Captivity.
I registi considerati i maggiori esponenti del "torture porn" sono stati definiti dal critico Alan Jones come appartenenti allo "splat-pack", e sono: Eli Roth, Rob Zombie, Alexandre Aja, James Wan, Darren Lynn Bousman, Greg McLean e Neil Marshall. Le peculiarità principali che legano questi registi sono l'essere stati dei pionieri del genere, l'assoluta assenza di ironia nei loro film e il fatto di aver riproposto dopo anni una violenza grafica dettagliata e provocatoria.

### Cinema europeo
Nel cinema europeo lo splatter è presente soprattutto nel cinema italiano degli anni settanta. I primi registi italiani a mostrare scene splatter nei loro film furono Dario Argento (con L'uccello dalle piume di cristallo e Suspiria) e Mario Bava (con Reazione a catena).
Ma il maestro del cinema splatter italiano è considerato Lucio Fulci, che nel 1979, dopo aver diretto film appartenenti a vari generi, diresse il suo primo horror, Zombi 2. Fulci diresse negli anni ottanta e novanta molti film horror-splatter divenuti dei film di culto. I più noti e apprezzati sono ...e tu vivrai nel terrore! - L'aldilà, Paura nella città dei morti viventi, Quella villa accanto al cimitero e Lo squartatore di New York. Per questi suoi film, Fulci fu soprannominato dalla critica cinematografica francese il "poeta del macabro".
Un altro regista che, dopo aver diretto film dai generi più disparati, si cimentò con lo splatter fu Joe D'Amato, autore di titoli come Antropophagus, Rosso sangue e Buio Omega.
Il genere italiano che ha mostrato più scene splatter è sicuramente il cannibal movie, inaugurato nel 1972 da Umberto Lenzi con Il paese del sesso selvaggio. Lenzi diresse altri due film molto splatter, Mangiati vivi! e Cannibal Ferox. Anche Ruggero Deodato ha diretto dei film splatter, il più celebre di tutti è il controverso e scioccante Cannibal Holocaust, girato nel 1979, che ebbe svariati problemi con la censura per le sue sequenze estreme e realistiche, venendo bandito in più di cinquanta paesi. È stato anche il primo film a sfruttare la tecnica del "falso documentario", ovvero l'utilizzo di alcune scene filmate attraverso una videocamera amatoriale che segue i protagonisti nel loro viaggio.

Una scena di Buio Omega, di Joe D'Amato

Nel Regno Unito il film splatter più noto è Non violentate Jennifer, che per le sue immagini scioccanti ed estreme ebbe molti problemi e fu bandito in tutto il Regno Unito; ciò ha determinato il divieto assoluto per molti film splatter nel paese.
In Francia il cinema splatter ha avuto popolarità negli ultimi anni, grazie soprattutto ai registi Alexandre Aja (che diresse nel 2003 Alta tensione), Xavier Gens (che diresse nel 2007 Frontiers - Ai confini dell'inferno), e la coppia Alexandre Bustillo-Julien Maury (autori nel 2007 di Inside - À l'intérieur).

### Cinema orientale
Nel cinema orientale lo splatter è stato sempre molto presente. Esso veniva infatti usato spesso nei film di samurai, per spettacolarizzare le scene di morte violenta. In seguito, lo splatter è stato usato da vari registi, quali Takeshi Kitano, Kinji Fukasaku, Shinya Tsukamoto e soprattutto Takashi Miike. Scene splatter sono presenti in abbondanza nella celebre serie Guinea Pig e in recenti film quali Tokyo Gore Police, The Machine Girl e Wild Zero.

### Lo splatter negli altri generi
Lo splatter non è presente solo nei film horror: anche in molti altri generi cinematografici è stato fatto un uso abbondante di sequenze splatter. Il primo film hollywoodiano a inserire scene splatter, pur non appartenendo direttamente al genere horror, essendo di fatto un thriller, è Piano... piano, dolce Carlotta, diretto da Robert Aldrich nel 1965, in cui appare, seppur brevemente, la sequenza di una mano mozzata con una mannaia. Ma fu soltanto nella New Hollywood degli anni settanta, caduti alcuni tabù e abbandonato il Codice Hays, che molti registi iniziarono a inserire sequenze splatter nei loro film non horror: un western come Soldato blu, girato nel 1970, presenta sequenze molto splatter, insostenibili per l'epoca. Nel 1976 Martin Scorsese inserì, alla fine di Taxi Driver, alcune sequenze splatter, come la strage finale ad opera di Travis Bickle (Robert De Niro).
Russ Meyer inserì molte sequenze splatter nei suoi film erotici, come in Lungo la valle delle bambole, Supervixens e Le deliranti avventure erotiche dell'agente Margò.
Nel 1982 John Carpenter diresse La cosa, film di fantascienza fortemente contaminato con lo splatter.
Anche Quentin Tarantino ha inserito nei suoi film alcune sequenze splatter, pur non avendo mai diretto un horror vero e proprio: ci sono molte scene in cui la violenza viene estremizzata, come in Le iene, Pulp Fiction e, soprattutto, Kill Bill: Volume 1, Kill Bill: Volume 2 (i combattimenti della Sposa/Uma Thurman) e Bastardi senza gloria (gli scalpi e le incisioni sui corpi dei nazisti).
Anche in John Rambo ci sono scene al limite dello splatter, con decapitazioni, eviscerazioni e squartamenti, che però sono state censurate nella versione italiana.
In Italia basti pensare a film come il western Django, diretto da Sergio Corbucci nel 1966, con un orecchio mozzato e fatto ingerire alla malcapitata vittima, oppure, sempre nello stesso anno, al grottesco L'armata Brancaleone di Mario Monicelli con una mano mozzata all'inizio della pellicola, per non parlare di Luca il contrabbandiere, noir diretto da Lucio Fulci nel 1980, che presenta sequenze quali colpi di pistola che squarciano i volti e le gole, coltellate che squarciano il petto e una donna torturata con la fiamma ossidrica.

## Videogiochi
Il termine si applica anche ai videogiochi analoghi per temi e immagini alla cinematografia splatter. Alcuni dei primi esempi furono i coin-op Narc, Chiller e le serie Splatterhouse e Postal; con tematiche simili si segnalano anche Night Slashers e Wild Fang. Esempi di videogiochi moderni sono le serie Resident Evil e The House of the Dead, i due capitoli di Manhunt, la serie splatter 8 bit Hotline Miami, Dead Space e la saga di God of War, le cui scene sono state in parte censurate. Anche la serie di Mortal Kombat e quella di Resistance presentano molte scene splatter.

## Filmografia parziale
Sono inclusi nella presente filmografia titoli che sono considerati o pietre miliari del genere o che rappresentano un uso "artistico" dello splatter. Una filmografia completa comprenderebbe centinaia di titoli.

### Anni sessanta
- Blood Feast di Herschell Gordon Lewis (1963)
- The Flesh Eaters, regia di Jack Curtis (1964)
- Two Thousand Maniacs! di Herschell Gordon Lewis (1964)
- Color Me Blood Red di Herschell Gordon Lewis (1965)
- La notte dei morti viventi di George A. Romero (1968)

### Anni settanta
- The Wizard of Gore di Herschell Gordon Lewis (1970)
- Reazione a catena di Mario Bava (1971)
- The Gore Gore Girls di Herschell Gordon Lewis (1972)
- L'ultima casa a sinistra (The Last House on The Left) di Wes Craven (1972)
- Gli orrori del castello di Norimberga di Mario Bava (1972)
- Beware! The Blob di Larry Hagman (1972)
- Un abito da sposa macchiato di sangue di Vicente Aranda (1972)
- The Wicker Man di Robin Hardy (1973)
- Oscar insanguinato di Douglas Hickox (1973)
- Non si deve profanare il sonno dei morti di Jorge Grau (1974)
- L'anticristo (film) di Alberto De Martino (1974)
- Il demone sotto la pelle di David Cronenberg (1975)
- Ilsa la belva delle SS di Don Edmonds (1975)
- Salò o le 120 giornate di Sodoma di Pier Paolo Pasolini (1975)
- Quel motel vicino alla palude di Tobe Hooper (1976)
- Le colline hanno gli occhi (The Hills Have Eyes) di Wes Craven (1977)
- Suspiria di Dario Argento (1977)
- Lo squartatore di Los Angeles di Dennis Donnelly (1978)
- Zombi (Dawn of the Dead) di George A. Romero (1978)
- Terrore dallo spazio profondo di Philip Kaufman (1978)
- Zombi 2 di Lucio Fulci (1979)
- Buio Omega di Joe D'Amato (1979)

### Anni ottanta
- Cannibal Holocaust di Ruggero Deodato (1980)
- Paura nella città dei morti viventi di Lucio Fulci (1980)
- Scanners di David Cronenberg (1980)
- Antropophagus di Joe D'Amato (1980)
- Maniac di William Lusting (1980)
- ...e tu vivrai nel terrore! - L'aldilà di Lucio Fulci (1981)
- Un lupo mannaro americano a Londra di John Landis (1981)
- La casa (Evil Dead) di Sam Raimi (1981)
- Quella villa accanto al cimitero di Lucio Fulci (1981)
- Lo squartatore di New York di Lucio Fulci (1982)
- La cosa di John Carpenter (1982)
- Pieces (film) di Juan Piquer Simon (1982)
- Tenebre di Dario Argento (1982)
- Sleepaway Camp di Robert Hilztik (1983)
- In compagnia dei lupi di Neil Jordan (1984)
- Il vendicatore tossico (The Toxic Avenger) di Lloyd Kaufman e Michael Herz (1984)
- Il giorno degli zombi (Day of the Dead) di George A. Romero (1985)
- Unico indizio la luna piena (Silver Bullet) di Daniel Attias
- Re-Animator di Stuart Gordon (1985)
- La mosca (The Fly) di David Cronenberg (1986)
- Non aprite quella porta - Parte II (The Texas Chainsaw Massacre 2) di Tobe Hooper(1986)
- La casa 2 (Evil Dead II: Dead by Dawn) di Sam Raimi (1987)
- Violent Shit di Andreas Schnaas (1987)
- Fuori di testa (Bad Taste) di Peter Jackson (1987)
- Hellraiser di Clive Barker (1987)
- Sleepaway Camp II: Unhappy Campers di Michael A. Sampson (1988)
- Hellbound: Hellraiser II di Tony Randel (1988)
- Deadbeat at Dawn, regia di Jim Van Bebber (1988)
- Sleepaway Camp III: Teenage Wasteland di Michael A. Sampson (1989)
- Society - The Horror di Brian Yuzna (1989)
- Il vendicatore tossico 2 (The Toxic Avenger Part II) di Lloyd Kaufman e Michael Herz (1989)
- The Toxic Avenger Part III: The Last Temptation of Toxie di Lloyd Kaufman e Michael Herz (1989)
- Guinea Pig - serie di film giapponesi (1985-1992)

### Anni novanta
- Non aprite quella porta - Parte 3 di Jeff Burr (1990)
- Riki-Oh: The Story of Ricky di Lam Ngai Kai (1991)
- Splatters - Gli schizzacervelli (Braindead) di Peter Jackson (1992)
- Hellraiser III di Anthony Hickox (1992)
- L'armata delle tenebre (The Army of Darkness) di Sam Raimi (1992)
- Carnosaur - La distruzione di Adam Simon e Darren Moloney (1993)
- Naked Blood (Nekeddo burâddo: Megyaku) di Hisayasu Satō (1995)
- Dal tramonto all'alba (From Dusk till Dawn) di Robert Rodríguez (1996)
- Bad Moon - Luna mortale di Eric Red (1996)
- Kichiku (Kichiku dai enkai) di Kazuyoshi Kumakiri (1997)
- Wishmaster - Il signore dei desideri di Robert Kurtzman (1997)
- La sposa di Chucky di Ronny Yu (1998)
- Terror Firmer di Lloyd Kaufman (1999)

### Anni duemila
- Final Destination (2000)
- Citizen Toxie: The Toxic Avenger IV di Lloyd Kaufman e Michael Herz (2000)
- Wild Zero di Tetsuro Takeuchi (2000)
- Ichi the Killer di Takashi Miike (2001)
- Dog Soldiers di Neil Marshall (2002)
- Cabin Fever di Eli Roth (2002)
- 28 giorni dopo di Danny Boyle (2002)
- Final Destination 2 (2003)
- Wrong Turn di Rob Schmidt (2003)
- La casa dei 1000 corpi di Rob Zombie (2003)
- Alta tensione di Alexandre Aja (2003)
- Saw - L'enigmista di James Wan (2004)
- Saw II - La soluzione dell'enigma di Darren Lynn Bousman (2005)
- Hostel di Eli Roth (2005)
- La casa del diavolo di Rob Zombie (2005)
- The Descent - Discesa nelle tenebre di Neil Marshall (2005)
- Meatball Machine di Yūdai Yamaguchi e Jun'ichi Yamamoto (2005)
- La terra dei morti viventi di George A. Romero (2005)
- Final Destination 3 (2006)
- Wolf Creek di Greg McLean (2005)
- Hatchet (2006) di Adam Greene
- Black Christmas - Un Natale rosso sangue di Glen Morgan (2006)
- Saw III - L'enigma senza fine di Darren Lynn Bousman (2006)
- Le colline hanno gli occhi di Alexandre Aja (2006)
- Taxidermia di György Pálfi (2006)
- The Wizard of Gore (film 2007) di Jeremy Kasten
- 28 settimane dopo di Juan Carlos Fresnadillo (2007)
- Le colline hanno gli occhi 2 di Martin Weisz (2007)
- Hostel: Part II di Eli Roth (2007)
- KAW - L'attacco dei corvi imperiali di Sheldon Wilson (2007)
- The Girls Rebel Force of Competitive Swimmers di Kôji Kawano (2007)
- La terza madre di Dario Argento (2007)
- Frontiers - Ai confini dell'inferno di Xavier Gens (2007)
- À l'intérieur di Alexandre Bustillo e Julien Maury (2007)
- Wrong Turn 2 - Senza via di uscita di Joe Lynch (2007)
- Saw IV di Darren Lynn Bousman (2007)

" 28 settimane dopo di Juan Carlos Fresnadillo (2007)
- Prossima fermata - L'inferno di Ryūhei Kitamura (2008)
- The Machine Girl di Noboru Iguchi (2008)
- Tokyo Gore Police di Yoshihiro Nishimura (2008)
- Martyrs di Pascal Laugier (2008)
- Return to Sleepaway Camp di Robert Hirtzik (2008)
- Oneechanbara: The Movie di Yōhei Fukuda (2008)
- Saw V di David Hackl (2008)
- Le colline sanguinano di David J. Schow (2009)
- The Final Destination 3D (2009)
- Saw VI di Kevin Greutert (2009)
- The Collector di Marcus Dunstan (2009)
- Wrong Turn 3 - Svolta mortale di Declan O'Brien (2009)
- Laid to Rest di Robert Green Hall (2009)
- The Human Centipede (First Sequence) di Tom Six (2009)
- Grotesque di Kōji Shiraishi (2009)

### Anni 2010
- A Serbian Film di Srđan Spasojević (2010)
- I Spit on Your Grave (2010) di Steven R. Monroe
- Saw 3D di Kevin Greutert (2010)
- Machete di Robert Rodríguez (2010)
- Cold Fish di Sion Siono (2010)
- Tucker & Dale vs Evil di Eli Craig (2010)
- Piranha 3D di Alexandre Aja (2010)
- Hostel: Part III di Scott Spiegel (2011)
- The Human Centipede 2 (Full Sequence) di Tom Six (2011)
- Final Destination 5 (2011)
- Wrong Turn 4 - La montagna dei folli di Declan O'Brien (2011)
- Chromeskull: Laid to Rest 2 di Robert Green Hall (2011)
- Excision di Richard Bates Jr (2012)
- Silent Night di Steven C. Miller (2012)
- The Collection (film) di Marcus Dunstan (2012)
- Maniac di Franck Khalfoun (2012)
- Piranha 3DD di John Gulager (2012)
- Wrong Turn 5 - Bagno di sangue di Declan O'Brien (2013)
- La casa di Fede Álvarez (2013)
- The Green Inferno di Eli Roth (2013)
- I Spit on Your Grave 2 (2013) di Steven R. Monroe
- Wolf Creek 2 di Greg McLean (2013)
- All Hallows' Eve (2013) di Damien Leone
- Wrong Turn 6: Last Resort (2014)  di Valeri Milev
- The Human Centipede 3 (Final Sequence) di Tom Six (2015)
- Raw - Una cruda verità (2016) di Julia Ducoronau
- Terrifier (2016) di Damien Leone
- Blood Feast di Marcel Walz (2016)
- Saw Legacy di Michael e Peter Spierig (2017)
- La babysitter di McG (2017)
- Suspiria (film 2018) di Luca Guadagnino (2018)
- La casa di Jack di Lars Von Trier (2018)
- 3 from Hell di Rob Zombie (2019)

### Anni 2020
- La babysitter - Killer Queen di McG (2020)
- The Sadness di Rob Jabbaz (2021)
- Wrong Turn di Mike P. Nelson (2021)
- Spiral - L'eredità di Saw di Darren Lynn Bouseman (2021)
- Terrifier 2 di Damien Leone (2022)
- Non aprite quella porta (film 2022) di David Blue Garcia (2022)
- Hellraiser (film 2022) di David Bruckner (2022)
- Mad Heidi di Johannes Hartmann e Sandro Klopfstein (2022)
- La casa - Il risveglio del male di Lee Cronin (2023)
- Saw X di Kevin Greutert (2023)
- Renfield (film) di Chris McKay (2023)
- Thanksgiving (film) di Eli Roth (2023)
- In a Violent Nature di Chris Nash (2024)
- The Substance di Coralie Fargeat (2024)
- Terrifier 3 di Damien Leone (2024)
- The Monkey di Oz Perkins (2025)
- Death of a Unicorn di Alex Scharfman (2025)
- Final Destination Bloodlines di Zach Lipovsky e Adam Stein (2025)
- 28 anni dopo di Danny Boyle (2025)